# Бајрон Вајт
Бајрон Рејмонд „Визер“ Вајт (енгл. Byron Raymond "Whizzer" White; Форт Колинс, Колорадо, САД, 8. јун 1917 — Денвер, Колорадо, 15. април 2002) је био амерички правник и спортиста који је служио као придружени судија Врховног суда Сједињених Америчких Држава, а пре тога се прославио као халф бек у америчком фудбалу. Именовао га је председник Џон Ф. Кенеди 1962, након повлачења Чарлса Еванса Витакера. Вајт је остао на функцији 31 годину, што је четврти најдужи мандат у Врховном суду у 20. веку.
Током мандата у Суду, Вајт је написао 994 мишљења. Био је оштар при испитивању адвоката у Суду, а његова мишљења и гласови одражавају идеологију коју је врло тешко идентификовати. Неке Кенедијеве присталице га сматрају разочарењем, јер се није придружио либералнијем крилу Суда у пресудама Миранда против Аризоне и Роу против Вејда.
Упорно је гласао против стварања уставних ограничења на рад полиције, а у свом издвојеном несагласном мишљењу у предмету Миранда против Аризоне написао је да агресивна полицијска пракса унапређује индивидуална права грађана који поштују закон. Његова судијска пракса је понекад хваљена због привржености доктрини судске уздржаности.
Вајт је, уз Ренквиста, једини судија који је гласао против пресуде у предмету Роу против Вејда. Његово издвојено мишљење у овом предмету је оштрије него Ренквистово. Вајт у њему назива пресуду „демонстрацијом сирове судске моћи“, критикујући је због „постављања уставне баријере напорима држава да заштите људски живот“. Вајт је остао велики критичар пресуде до краја свог мандата у Суду.
Аутор је пресуде у предмету Бауерс против Хардвика, у којој је суд потврдио уставност закона Џорџије који је забрањивао орални и анални секс у приватности између особа истог пола. Врховни суд је укинуо ову пресуду годину дана након Вајтове смрти у предмету Лоренс против Тексаса.
Повукао се 1993, а Бил Клинтон је на његово место именовао Рут Бејдер Гинсберг.